# 平原善松
平原 善松（ひらはら よしまつ、平松善松とも。生年不明 - 文化5年（1808年）6月）は、江戸時代の水主・漂流民である。
記録に残っている中では最初にハワイ諸島に上陸した日本人の一人であり、善松が水主として乗り組んでいた稲若丸の遭難は漂流中に外国船に救助される最初の事例となった。

## 生涯
平原善松（以下「善松」と記す）は安芸国豊田郡木谷村（現・広島県東広島市）に生まれた。
文化3年（1806年）1月6日、稲若丸（8人乗り 500石船）は大坂安治川河口を出港した。稲若丸は伊勢に向かう予定であったが、暴風雨に遭い伊豆の下田まで流され、破船し漂流した。8人は漂流中に食料を食べ尽し、魚を釣り、雨水を貯めて飢えをしのいだ。
3月20日、漂流する稲若丸を米国船ディバー号が発見し、8人全員を救助した。その後ディバー号は4月28日にハワイ諸島オアフ島に入港した。全員が上陸し、8人は国王カメハメハ1世に謁見するなどの歓待を受け、後に善松は様々なハワイの文化や習慣を口述している。
8月、彼らは清国に赴く米国船に便乗できることになり、翌9月に船はマカオに到着し、更に清国の広東に至った。米国船の船長であるアマサ・デラノは日本との交易国である清国の役人に8人を引き渡そうとするが、清国側が拒否したために一行はやむを得ずマカオに戻った。マカオに戻った8人はオランダ人に預けられ、オランダ人は8人を日本に送還すべく日本行きのオランダ船が寄港するオランダ領東インドのバタヴィアへの便船を手配した。12月に8人は清国船に便乗してマカオを出発し、翌文化4年（1807年）1月にバタビアに着いた。
しかし、バタビアで8人はマラリアなどの風土病に次々と感染し、バタビア滞在中に船頭新名屋吟蔵を含む2人が病死した。5月に入って長崎に向かうオランダ船が入港し、残った6人はこの船に乗船した。しかし、長崎を目指す航海中に3人が病死し、6月18日に船は長崎に入港したものの、その直後に更に1人が病死した。
結局、生きて日本の土を踏むことができた稲若丸漂流民は、善松と松次郎の2人のみであった。二人は奉行所での取り調べが済んだ後、揚屋に収容されたが、6月21日に松次郎は揚屋で首を吊って自殺した。ただ一人生き残った善松は、迎えに来た広島藩士と共に帰郷したが、1年後の文化5年（1808年）6月に病死したとされている。

## 善松を題材とした本
- 『夷蛮漂流帰国録』
- 『芸州善松異国漂流記』

## 脚註
1. ↑  吉村 p31
2. 1 2 3  吉村 p32
3. ↑  吉村 p33
4. ↑  吉村 pp33-34